# Isosaphanus
Isosaphanus is een kevergeslacht uit de familie van de boktorren (Cerambycidae). De wetenschappelijke naam van het geslacht werd voor het eerst geldig gepubliceerd in 1913 door Hintz.

## Soorten
Isosaphanus is monotypisch en omvat slechts de volgende soort:
- Isosaphanus ferranti Hintz, 1913